# Olympic-klass (ubåt)
Olympic-klass är en klass av kinesiska ubåtar. Ubåtstypen var synlig på en video den 8 februari 2022 på kinesiska sociala medier. Det officiella namnet på ubåtsklassen är inte känt, utan benämningen Olympic-klass kommer från att videon blev publik under Olympiska vinterspelen 2022 i Peking. Båten filmades på Yangtzefloden nerströms från Wuhan, där det finns två ubåtsvarv.
Längden bedöms vara i storleksordningen 40 till 50 meter, och sannolikt har ubåten inte dubbelt skrov.